# Hermann Hellriegel
Hermann Hellriegel (Mausitz, Saxònia, 21 d'octubre de 1831 - Bernburg, 24 de setembre de 1895) va ser un científic alemany expert en la química agrícola i junt amb Martinus Beijerinck va ser el descobridor el mecanime mitjançant el qual les plantes lleguminoses assimilen el nitrogen de l'atmosfera.

## Biografia
Nasqué a Mausitz (prop de Pegau), al Regne de Saxònia. El 1857 esdevingué director de l'estació experimental agrícola de Brandenburg i Niederlausitz a Dahme, i el 1882 acceptà un lloc de treball similar a Bernburg, on morí. De 1873 a 1882, va ser Wanderlehrer un tipus de professor, a Bernburg.

## Fixació del nitrogen
Ell va descobrir que els nòduls de les arrels de les lleguminoses eren els llocs on tenia lloc la fixació del nitrogen. Va publicar aquests descobriments a Untersuchungen über die Stickstoffnahrung der Gramineen und Leguminosen (Investigacions sobre l'assimilació del nitrogen en graínies i lleguminoses; Berlin, 1888), i a Ueber Stickstoffnahrung landwirtschaftlicher Kulturgewächse (Sobre l'assimilació del nitrogen en els conreus; Viena, 1890).